# Salakari, Parkano
Salakari är en ö i Finland. Den ligger i sjön Kuivasjärvi och i kommunen Parkano i den ekonomiska regionen  Nordvästra Birkalands ekonomiska region  och landskapet Birkaland, i den sydvästra delen av landet, 240 km norr om huvudstaden Helsingfors. Öns area är omkring 490 kvadratmeter och dess största längd är 40 meter i sydväst-nordöstlig riktning.